# گروه رفقا
گروه رفقا (به انگلیسی: Flock of Dudes) فیلمی محصول سال ۲۰۱۶ و به کارگردانی باب کاسترونه است. در این فیلم بازیگرانی همچون کریس د لیا، هانا سیمون، برایان گرینبرگ، اریک آندره، کمیل نانجیانی، برت گلمن، هیلاری داف، جیمی چانگ، تیموتی سیمونز، هانیبال بورس، برایان کالن، ملیسا راوش، کلن کلمن، پری گیلپین، اسکایلر آستین، ری لیوتا، مارک مارون، ماریو لوپز و دن هو ایفای نقش کرده‌اند.